# 潘觐光
潘觐光，江苏无锡人，是一名清朝政治人物。
潘觐光曾于1809年接替缪公伟任福建永安县知县一职，1814由秦时中接任。